# Crotalaria emirnensis
Crotalaria emirnensis är en ärtväxtart som beskrevs av George Bentham. Crotalaria emirnensis ingår i släktet sunnhampor, och familjen ärtväxter. Inga underarter finns listade i Catalogue of Life.